# Italijanska vojna (1499–1516)
Italijanska vojna je potekala med letoma 1499 in 1516. Z mirovno pogodbo leta 1516 je Francija dobila Milano, Španija pa Neapelj.

## Bitke
- bitka pri Cerignoli (1503)
- bitka pri Ravenni (1512)
- bitka pri Novari (1513)